# Liberata Mulamula
Liberata Mulamula (née Rutageruka en 1956) est une diplomate et femme politique tanzanienne qui est ministre des Affaires étrangères et de la Coopération est-africaine d'avril 2021 à octobre 2022. Elle est nommée par la présidente Samia Suluhu le 31 mars 2021 et a prêté serment le 1er avril 2021 .

## Formation
Liberata Rutageruka est née le 10 avril 1956 à Misenyi, Kitobo Musibuka, district de Bukoba, dans la région de Kagera. Elle est la fille de l'enseignant Mwalimu Novatus Rutageruka et a une sœur jumelle du nom d'Iluminata Maerere qui a également occupé le poste de Seara Lione au PNUD. Elle fréquente l'école primaire localement dès l'âge de six ans. Elle termine ses études de niveau O à la Tabora Girls School en 1973. Elle obtient ensuite l'équivalent d'un diplôme d'études secondaires de l'école secondaire Mzizima en 1975, après avoir terminé ses études de A-Level.
De 1977 à 1980, Liberata étudie à l'université de Dar es Salam et obtient un baccalauréat ès arts, avec spécialisation en sciences politiques et relations internationales. Plus tard, elle obtient une maîtrise ès arts en gouvernement et politique de l'Université de St. John de New York en 1989. Plus tard encore, l'Université St. John lui décerne un diplôme d'études supérieures en droit international,.

## Carrière
Mulamula a plus de 35 ans d'expérience en tant que diplomate et administrateur au ministère tanzanien des Affaires étrangères et de la Coopération régionale (en), notamment en tant qu'ambassadrice de Tanzanie auprès des Nations unies à New York, au Canada et aux États-Unis d'Amérique.
Avant sa retraite du service diplomatique en avril 2016, elle occupe le poste de secrétaire permanente au ministère des Affaires étrangères et de la Coopération de l'Afrique de l'Est, pour une période de sept mois, entre mai 2015 et décembre 2015,.
Elle a également été la première secrétaire exécutive de la Conférence internationale sur la région des Grands Lacs (CIRGL), basée à Bujumbura, au Burundi, de 2006 à 2011. Dans ce rôle, elle supervise la paix, la stabilité et le développement dans 11 pays de la région africaine des Grands Lacs.

## Activité politique

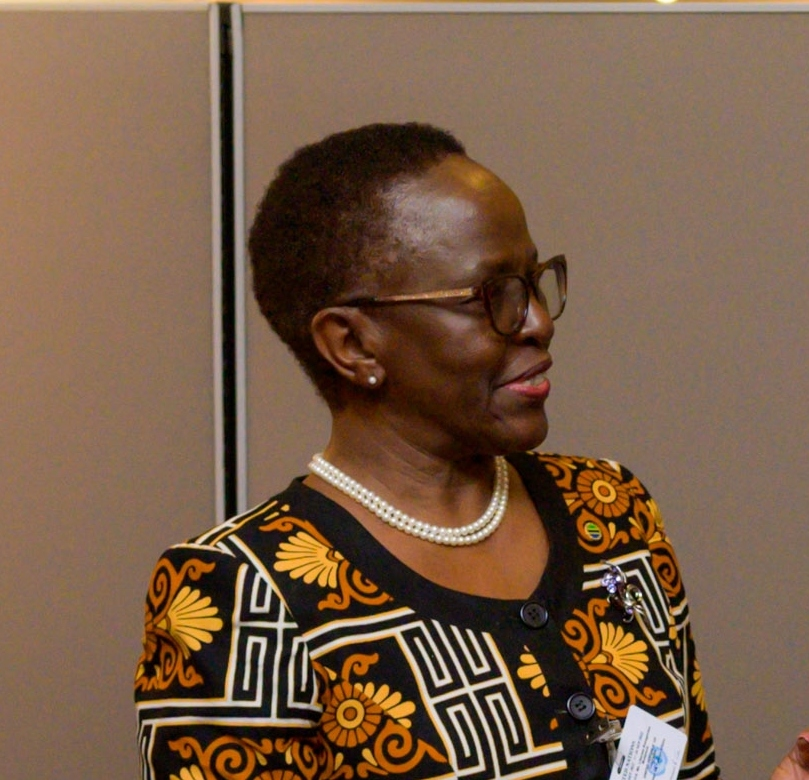
Liberata Mulamula en 2022.

Bien que Liberata soit une diplomate de carrière, elle n'entre en politique qu'après sa nomination par le président Jakaya Kikwete, au poste de secrétaire permanente du ministère des Affaires étrangères en 2015. À la suite du décès soudain du président John Magufuli, elle est nommée nouvelle ministre des Affaires étrangères le 31 mars 2021 au sein du 6e cabinet de Tanzanie (en). Mulamula est simultanément nommée au Parlement de Tanzanie (2020-2025).

## Distinctions
Liberata Mulamula est décorée en 2015 de l'Ordre de la République de Tanzanie pour des services publics exceptionnels

## Vie privée
Liberata Rutageruka est mariée avec George Mulamula et a deux enfants,.